# The Vaine
The Vaine es un grupo musical australiano de screamo, post hardcore y metal melódico formado en Nueva Gales del Sur, Sídney en febrero de 2006.
La banda está compuesta por Clarissa "Clik" Rogan (vocales, guitarra), Amy Truran (bajo), Stephanie Rogan (vocales), Liam Potts (guitarra) y Shane James (batería).

## Historia

### Formación y primeros años (2006 - 2007)
The Vaine se formó en finales de enero de 2006 en el oeste de Sídney, Australia, cuando Click y Stephanie Rogan estaban en sus últimos años de escuela. Al poco tiempo se unieron los miembros restantes del grupo, Shelley Partridge (vocales), Bilal "Bee" Fouani (guitarra), Martyna Majno (bajo) y Gavin Deguara (batería), y en diciembre de ese mismo año fueron la banda
de apertura para el festival musical Homebacke 2006, compartiendo escenario con los conjuntos Silver Chair, Eskimo Joe y Parkway Drive. Anteriormente a The Vaine, Stephanie Rogan estuvo en dos bandas musicales, Forjennah entre los años 2003 y 2004, y en Last Minute Habit en 2005. El primer concierto del conjunto fue en el Road Youth Centre en Sídney el 24 de febrero de 2006. Poco tiempo después, Martyna Majno dejó la banda y fue reemplazada por el bajista Steve Blackford.

### Primer EP eIt's a Disease(2007 - 2009)
Al año siguiente, en julio de 2007 grabaron y posteriormente lanzaron su primer EP, titulado Regrets and Hollow Threats EP y en 2008 lanzaron su primer álbum de estudio, titulado It's a Disease.
It's a Disease fue grabado durante un período de tres meses en el Electric Sun Studios en 2007 con el equipo productor de Shane (Buda) Edwards y Dave Petrovic. En el 2007, la banda participó en las finales de Grand Finals of Liverpool Idol y tocaron con bandas como Another Day, Levitikus, Hospital The Musical, Killcare Beach y Septembers Silence, entre otras. En el año 2009, la banda fue nominada para un premio en los 2010 Musicoz Awards en la categoría Metal/Hardcore por su canción "(Bee)n Stalking Jaque". Por otra parte, en ese mismo año, el baterista Jack Brunn abandona The Vaine a través de un comunicado en la página de Facebook de la banda para continuar su carrera musical en el grupo Corpus, siendo reemplazado por Shane James.

### Nueva formación y vuelta a los escenarios (2010 - presente)
Luego de casi un año sin conciertos, The Vaine volvió a los escenarios con la nueva formación, Liam Potts (guitarra), Clarissa "Clik" Rogan (vocales, guitarra), Amy Truran (bajo), Stephanie Rogan (vocales) y Shane James (batería) el 10 de diciembre de 2010 junto con grupos como Wake The Giants, entre otros. Ese mismo año lanzaron un sencillo llamado "Her Name Is Caos". La banda estuvo de gira por varias ciudades australianas durante el 2011 y además dio dos conciertos en Filipinas en marzo de ese mismo año.

## Discografía

### Discos de estudio
| Año  | Álbum                                                                  |
| ---- | ---------------------------------------------------------------------- |
| 2008 | It's a Disease - Lanzamiento: 2008 - Sello discográfico: Independiente |

### EP
| Año  | Álbum                                                                                 |
| ---- | ------------------------------------------------------------------------------------- |
| 2007 | Regrets and Hollow Threats EP - Lanzamiento: 2007 - Sello discográfico: Independiente |

### Sencillos
| Año  | Título             | Álbum |
| ---- | ------------------ | ----- |
| 2011 | "Her Name is Caos" | TBA   |

## Premios y nominaciones

### 2010 Musicoz Awards
| Año  | Trabajo Nominado        | Nominación                      | Resultado |
| ---- | ----------------------- | ------------------------------- | --------- |
| 2010 | "(Bee)n Stalking Jaque" | Mejor Canción de Metal/Hardcore | Nominado  |

## Miembros

### Miembros actuales
- Clarissa "Clik" Rogan - vocales y guitarra (2006 - presente)
- Stephanie Rogan - vocales (2006 - presente)
- Liam Potts - guitarra (2009 - presente)
- Amy Truran - bajo (2009 - presente)
- Shane James - batería (2009 - presente)

### Antiguos miembros
- Shelley Partridge - vocales (2006 - 2008)
- Martyna Majno - bajo (2006 - 2007)
- Gavin Deguara - batería (2006 - 2008)
- Bilal "Bee" Fouani - guitarra (2006 - 2009)
- Jack Brunn - batería (2008 - 2009)
- Steve Blackford - bajo (2007 - 2009)

### Cronología
| Álbum       |                 | Regrets and Hollow Threats | It's a Disease  |                 |                 |                 |                 |                 |                 |            |
| Período     | 2006            | 2007                       | 2008            | 2009            | 2010            | 2011            | 2012            | 2013            |                 |            |
| Voz         | Stephanie Rogan | Stephanie Rogan            | Stephanie Rogan | Stephanie Rogan | Stephanie Rogan | Stephanie Rogan | Stephanie Rogan | Stephanie Rogan | Stephanie Rogan |            |
| Voz gutural | Click Rogan     | Click Rogan                | Click Rogan     | Click Rogan     | Click Rogan     | Click Rogan     | Click Rogan     | Click Rogan     | Click Rogan     |            |
| Guitarra    | Bee Fouani      | Bee Fouani                 | Bee Fouani      | Liam Potts      | Liam Potts      | Liam Potts      | Liam Potts      | Liam Potts      | Liam Potts      | Liam Potts |
| Bajo        | Martyna Majno   | Steve Blackford            | Steve Blackford | Amy Truran      | Amy Truran      | Amy Truran      | Amy Truran      | Amy Truran      | Amy Truran      |            |
| Batería     | Gavin Deguara   | Jack Brunn                 | Jack Brunn      | Shane James     | Shane James     | Shane James     | Shane James     | Shane James     | Shane James     |            |